# Pressa Catozzo

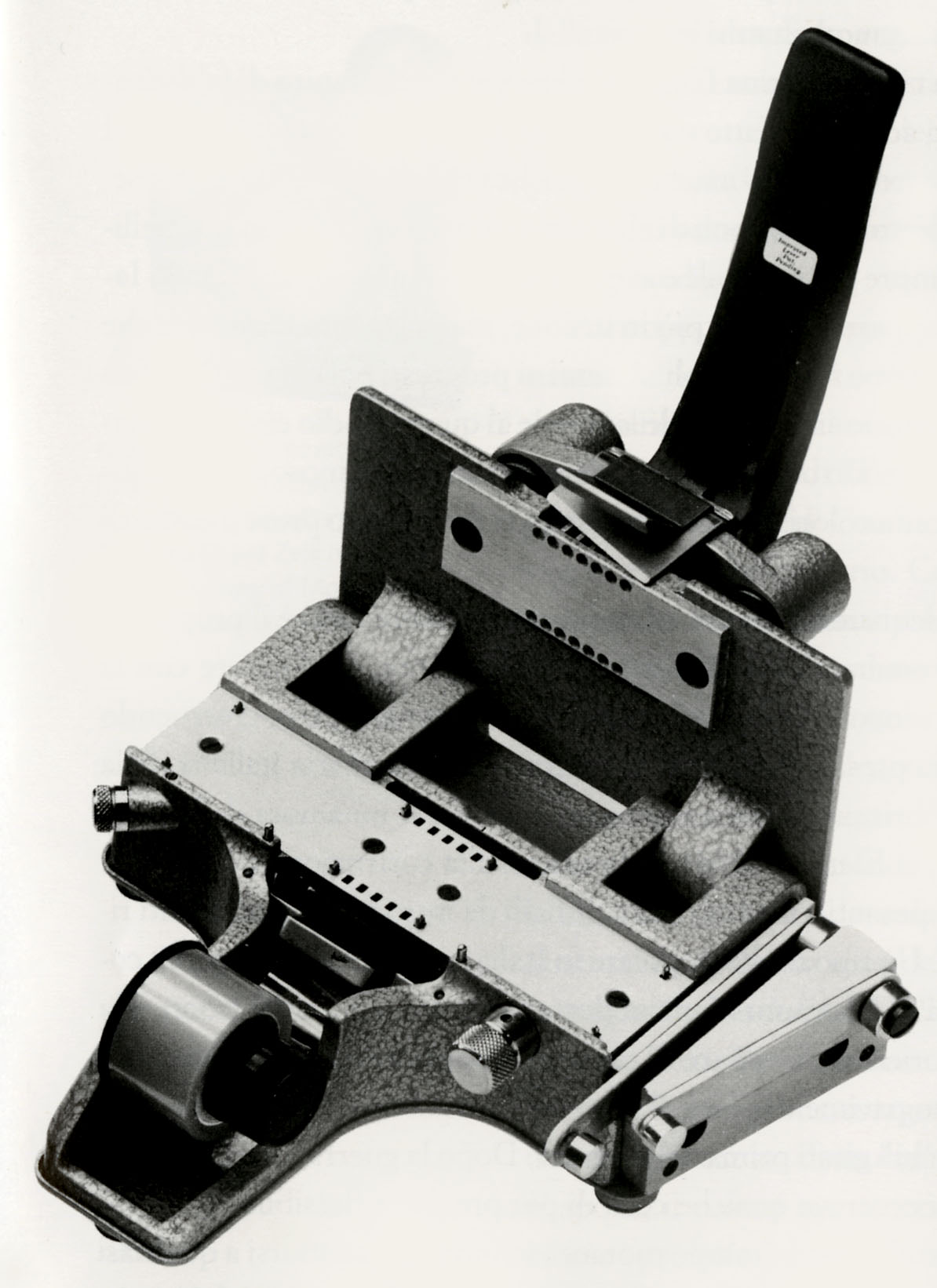
La giuntatrice Catozzo

La Pressa Catozzo è un tipo di giuntatrice specifica del montaggio dei film, utilizzata dai montatori cinematografici di tutto il mondo, fino all'avvento del montaggio digitale.

## Storia
Fu inventata negli anni '50 da Leo Catozzo, montatore di professione.
Fino ad allora la tecnica usata comprendeva l'utilizzo dell'acetone (un ottimo solvente per celluloide), a cui Catozzo era allergico: con un paio di forbici si tagliava la pellicola che si intendeva modificare, e, dopo averla ammorbidita con acqua, veniva raschiato lo strato di gelatina da un lembo del film; dopodiché la sostanza collante veniva applicata al lembo strappato ed erano sovrapposti i due lembi di pellicola da attaccare.
Con questo sistema era inevitabile perdere almeno un fotogramma ad ogni giunta.
Il problema sarà risolto grazie all'innovativa invenzione di Catozzo: una giuntatrice a nastro adesivo, commercializzata come "Pressa Catozzo" dalla società CIR (Costruzione Incollatrici Rapide), che viene utilizzata tutt'oggi dai montatori di professione in analogico.